# Gumercinda Páez
Gumercinda Páez (1910-1991) fue una profesora, dirigente social, diplomática y constituyente  panameña, primera mujer en ser diputada en la Asamblea Nacional de Panamá por la provincia de Panamá y segunda vicepresidenta de la Asamblea Constituyente de Panamá de 1946, fue también la primera mujer en lograr esa posición. 

## Biografía
Gumercinda Páez nace en la Ciudad de Panamá el 13 de enero de 1910. Hija de José Antonio Páez y Mercedes Villarreal de Páez.  Cursó estudios secundarios en el Instituto Nacional, donde obtuvo los diplomas de perito mercantil, bachiller en ciencias y maestra de enseñanza primaria.   Además cursa estudios de artes manuales, pintura y en la Escuela de Artes y Oficios Melchor Lasso de la Vega obtiene el diploma de reparación de máquinas.   En 1945 obtiene el título de Licenciada en Humanidades en la Universidad de Panamá.
Empezó a trabajar como maestra desde muy temprana edad y pasó por colegios como el Panama College, Setegantí, Escuela Antillana y la Escuela Pedro J. Sosa.  También enseñó en Garachiné, provincia de Darién y fue subdirectora de la escuela República de Venezuela, cargo al que renunció para ser candidata a la Asamblea Constituyente de 1945.
Al retirarse a Veracruz, distrito de Arraijan, provincia de Panama Oeste, resintió hasta los últimos años de su vida el racismo del que fue víctima.  La célebre poetisa y feminista chilena Gabriela Mistral la definió como “mente privilegiada y alma luminosa” y Carlos Arellano, “nada de lo que le atañe a la patria le es indiferente”.

## Carrera política
En el año 1944 se anuncia en Panamá la convocatoria para una Asamblea Constituyente.  Los movimientos feministas de la época se organizaron en dos agrupaciones: La Unión Nacional de Mujeres, liderada por la abogada Clara González de Behringer y La Liga Patriótica Femenina que postuló a Esther Neira de Calvo y a Gumercinda Páez, quien también recibió apoyo del Partido Nacional Revolucionario.
Gumercinda Páez era aficionada al teatro y escribió una treintena de obras que fueron transmitidas por emisoras como La Voz de Panamá y Radio Chocú, llegó a tener una fiel y amplia audiencia. Esto aunado a una intensa campaña electoral en la que recorrió el país realizando gran cantidad de actividades, reuniones, conferencias y charlas radiofónicas, le ganó a Gumercinda Páez la elección como diputada por la provincia de Panamá para el periodo de 1945 a 1948 y como vicepresidenta de la mesa directiva de la asamblea.
Durante su periodo en la Asamblea Constituyente trabajó en la creación de guarderías infantiles, el reconocimiento de la paternidad y el matrimonio de hecho, la igualdad de derechos de las mujeres en temas de salarios, apoyó la inclusión del fuero de maternidad en el código de trabajo y defendió a grupos antillanos y sus ideas religiosas.

## Reconocimientos
- En 1979 le fue impuesta la medalla Manuel José Hurtado en reconocimiento a su labor como docente y su papel en la aprobación de la Ley Orgánica de Educación.[4]